# Língua sursurunga
Sursurunga é uma língua oceânica da Nova Irlanda, Papua-Nova Guiné.

## Fonologia

### Consoantes
|             |             | Bilabial | Dental | Alveolar | Palatal | Velar | Glotal |
| ----------- | ----------- | -------- | ------ | -------- | ------- | ----- | ------ |
| Plosiva     | surda       | p        | t̪      |          |         | k     |        |
| Plosiva     | sonora      | b        |        | d        |         | g     |        |
| Fricativa   | Fricativa   |          |        | s        |         |       | h      |
| Nasal       | Nasal       | m        |        | n        |         | ŋ     |        |
| Vibrante    | Vibrante    |          |        | r        |         |       |        |
| Aproximante | Aproximante | w        |        | l        | j       |       |        |

- p tem dois alofones: pʷ no início da sílaba e p̚ no fim da sílaba.[2]
- t̪ tem dois alofones: t̪ no início da sílaba e t̪~t̪͆ no fim da sílaba.[3]
- k tem dois alofones: k no início da sílaba e k~k̚~kʰ no no fim da sílaba.[3]
- Ocluivas sonoras b, bʷ, d e g ocorre apenas sílaba inicialmente. Oclusivas sonoras simples e pré-nasalizadas (ᵐbʷ, ⁿd, ᵑg) estão inicialmente em palavra de variação livre. As oclusivas sonoras são nasalizadas no meio da palavra entre as vogais e após consoantes não nasais. ɖ, uma "oclusiva alveolar sonora ligeiramente retroflexa" é uma "um fim de palavra que ocorre com um vocóide surdo seguindo um vocóide sonoro da mesma qualidade. "[4]
- m is mʷ no início da sílaba e m no no fim da sílaba. Torna-se mʷ após uma vogal arredondada. [4]
- l é lʲ no início e no fim da sílaba.[5]
- Semivogais w e j só ocorrem no início de sílabas.[5]

### Vogais
|         | Anterior | Central | Posterior |
| ------- | -------- | ------- | --------- |
| Fechada | i        |         | u         |
| Medial  | e        | ə       | ɔ         |
| Aberta  |          | a       |           |

## Ortografia
Sursurunga tem quinze consoantes -b d g h k l m n ng p r s t w y- e cinco vogais -a á e o u-.
⟨ng⟩ é o velar nasal /ŋ/ e ⟨á⟩ é o Xevá.

## Número gramatical
Sursurunga é conhecida por ser uma língua com cinco distintos números gramaticais. São, além do singular e do plural, conforme Hutchisson (1986);:
- Dual – para se referir a dois objetos, pessoas, animais, etc.
- Trial - para se referir a três objetos, pessoas, animais, etc. Ocorre em pronomes e pode também indicar o dito número Paucal[10]  menor, uma quantidade média, não muito grande. Não pode ser usado para parentescos recíprocos (ex. irmãos, primos, cunhados)
- Quadral - para se referir a quatro objetos, pessoas, animais, etc. Ocorre também em pronomes e pode também indicar o dito número Paucal maior, uma quantidade média, maior do que o trial, mas menor que o mais amplo Plural.  Pode ser usado para pares de parentescos recíprocos (ex. irmãos, primos, cunhados)

|         | Sing     | Dual  | Trial  | Quadral | Plural |
| ------- | -------- | ----- | ------ | ------- | ------ |
| 1.Inclu | iau      | giur  | gimtul | gimhat  | gim    |
| 1.Exclu |          | gitar | gittul | githat  | git    |
| 2       | iáu      | gaur  | gamtul | gamhat  | gam    |
| 3       | -i/on/ái | diar  | ditul  | dihat   | di     |